# Force aérienne de l'émirat du Qatar
La Force aérienne de l'émirat du Qatar (en anglais : Qatar Emiri Air Force, QEAF) est la branche aérienne des Forces armées qatariennes. Elle dispose d’appareils relativement haute gamme et sophistiqué, notamment avec le français Dassault Rafale et le consortium Européen, l’Eurofighter.

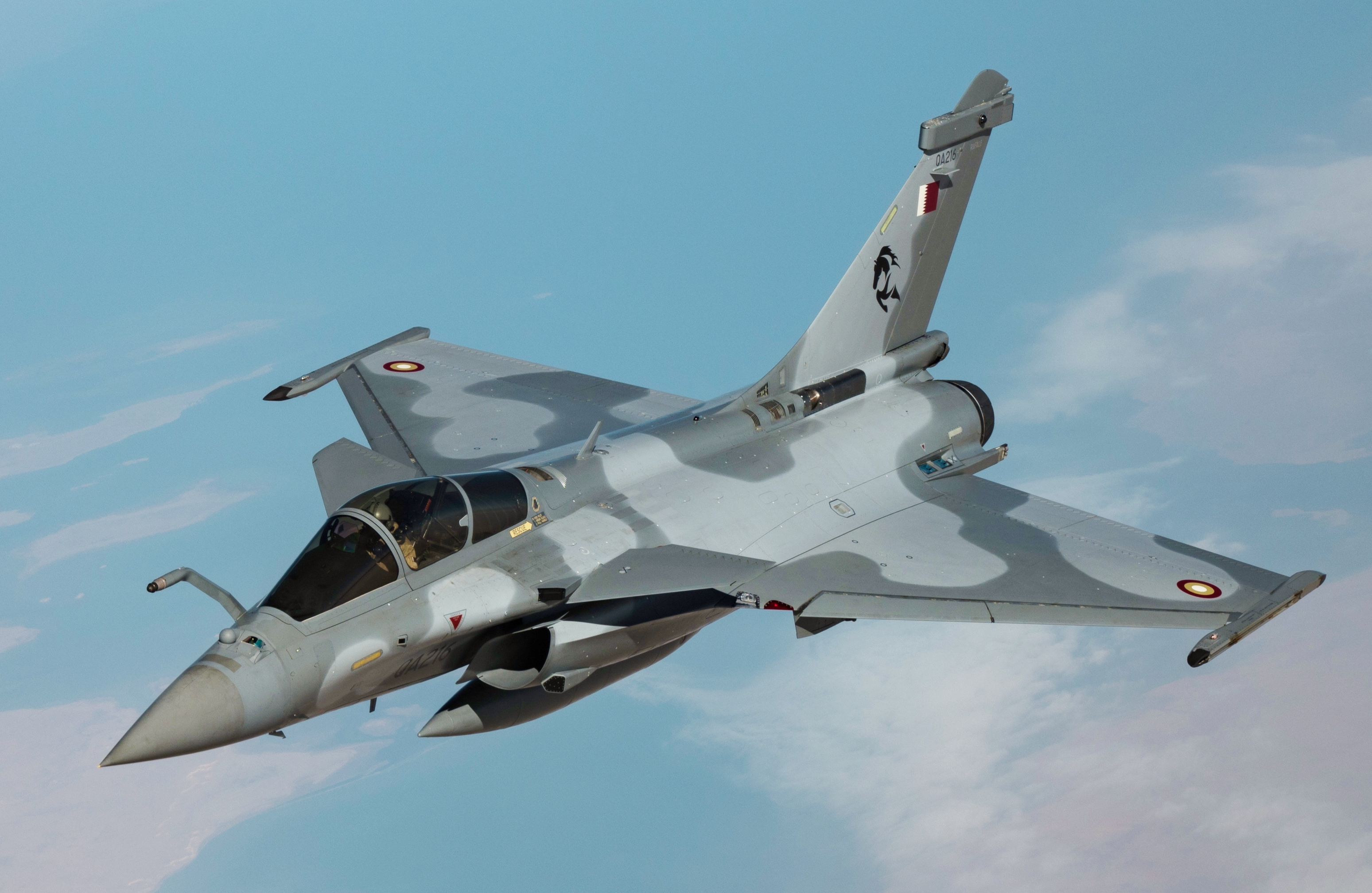
Dassault Rafale

## Histoire
La Force aérienne de l'émirat du Qatar reçoit six Alpha Jet-E de Dassault Aviation en 1979 affectés a l'appui aérien rapproché.
En 1980, le Qatar commence à réceptionner quinze Dassault Mirage F1 (treize F1EDA et deux F1DDA). Cet avion représente le premier chasseur supersonique pour la jeune aviation qatarienne.
Les treize survivants sont cédés à l'Espagne en juillet 1994 pour 16 milliards de pesetas en échange de l'achat de neuf Mirage 2000-5 EDA (nos QA90 à QA98) et trois Mirage 2000-5 DDA (nos QA85 à QA87) réceptionnés entre le 8 septembre 1997 et fin 1998.
En juillet 2012, le Qatar commande 24 avions d’entrainement avancé Pilatus PC-21. Le contrat comprend également l'acquisition de systèmes de formation au sol, d’un simulateur et du matériel associé, ainsi que des services de maintenance, pour un montant supérieur à 600 millions de francs suisses. Ces avions permettent d’assurer une transition directe au Rafale. Une partie de ces appareils sont utilisés par la patrouille de démonstration aérienne de la force aérienne du Qatar.
Les forces aériennes du Qatar sont engagées dans la guerre du Yémen de 2015 à 2017.
Le 4 mai 2015, la Qatar commande vingt-quatre Dassault Rafale (dix-huit Rafale C et huit Rafale B, ainsi qu'une option de douze avions) pour un montant de 6,3 milliards d'euros. Ces avions sont modifiés par rapport aux Rafale français. Ils ne possèdent pas la capacité nucléaire, et ne bénéficient pas des liaisons de communication Otan. En revanche, ils sont équipés de la nacelle d'observation et de désignation laser (ou pod) Sniper de Lockheed-Martin ainsi que du viseur de casque TARGO II, fabriqué par l'israélien Elbit Systems. Ces Rafale sont aptes à emporter les armements achetés, à savoir des missiles air-air MICA IR et EM, Meteor, des missiles de croisière air-sol SCALP-EG, des bombes air-sol GBU à guidage laser ainsi que des AASM. Ils sont revêtus d'un camouflage en deux tons de gris, contrairement aux Rafale français,. Ce contrat fait du Qatar le troisième client à l'exportation du Rafale, après l'Égypte et l'Inde.
Le premier Rafale destiné au Qatar, le DQ 01, un biplace, a effectué son premier vol le 26 juin 2016 au départ de l'aéroport de Bordeaux-Mérignac (usine d'assemblage des Rafale) jusqu'à la base aérienne d'Istres pour entamer un programme d’essais et de mise en place du standard qatarien . Le premier Rafale EQ, un monoplace, le EQ 01, a effectué son premier vol le 27 mars 2017 et le deuxième, codé EQ 02, le 13 avril 2017.
Le 17 septembre 2017, Le Qatar commande 24 avions de chasse Eurofighter Typhoon à la Grande-Bretagne,.
Le 7 décembre 2017, le Qatar confirme l'achat de douze Rafale EQ supplémentaires, en levant l'option formulée lors de la précédente commande en 2015. Le contrat s'élève à environ 1,1 milliard d'euros. Dans le même temps, le pays prend une nouvelle option pour 36 avions supplémentaires .
Un contrat a été signé entre Baykar Defence et les forces armées du qatariennes pour la vente de six plates-formes comprenant six Bayraktar TB2, trois stations de contrôle au sol et un simulateur d'entraînement, le contrat comprend la formation de 55 opérateurs qataris durant 4 mois à l'utilisation de la plate-forme.
Les livraisons au Qatar commencent le 5 juin 2019 avec un lot de cinq Rafale équipés de trois réservoirs de kérosène externes chacun effectuant un vol de l'aéroport de Bordeaux-Mérignac à la base aérienne de Tamim, située dans l'ouest du Qatar, à quelques kilomètres à l'est de la ville de Dukhan, le second lot de cinq avions est livré le 3 juillet, le troisième lot de cinq avions le 3 septembre 2019.
Le 10 décembre 2017, un contrat est signé avec le Royaume-Uni pour vingt-quatre Eurofighter Typhoon livrable à partir de 2022
Une commande de trente-six McDonnell Douglas F-15E Strike Eagle (version F-15QA) demandé en 2016 est confirmée fin décembre 2017 dans le cadre d'un accord de 6,17 milliards de dollars. Ils doivent être livrés d'ici 2023.
Le 14 mars 2018, le Qatar confirme l'acquisition de 28 hélicoptères militaires NH90, auxquels s'ajoutent 16 Écureuil H125 pour la formation des pilotes.
Le 24 juillet 2018, le secrétaire de la Défense britannique Gavin Williamson et l'émir du Qatar Sheikh Tamim Bin Hamad Al-Thani officialisent le lancement d'un escadron conjoint Typhoon, qui renforce le partenariat militaire entre les deux pays.
Un second escadron conjoint est mis sur pieds avec l'arrivée le 1er septembre 2021 des deux premiers des neuf avions d'entraînement BAe Hawk Mk167 commandés par l'émirat à RAF Leeming.
Fin 2021, douze Mirages 2000 sont rachetés par la société française Ares et vont donc quitter les effectifs des forces aériennes qatariennes. En octobre 2022, il est annoncé que l'Indonésie se porte acquéreuse des douze Mirage 2000 qatariens. La vente pour 733 millions d'euros auprès d'Excalibur International, une filiale du groupe de défense tchèque CSG, est confirmé le 16 juin 2023.

## Équipement
Les appareils en service en 2021 sont les suivants:
| Aéronefs                             | Origine               | Type                                                  | Versions                       | En service      | Notes |
| Avion de chasse                      | Avion de chasse       | Avion de chasse                                       | Avion de chasse                | Avion de chasse | Avion de chasse |
| ------------------------------------ | --------------------- | ----------------------------------------------------- | ------------------------------ | --------------- | --- |
| Dassault Rafale                      | France                | Avion multirôle                                       | Rafale DQ et EQ                | 36              | 30 Rafale EQ et 6 Rafale DQ commandés,, livraison entre 2019 et 2022. Note : Il constitue l’épine dorsale des Forces aériennes de l'émirat du Qatar. |
| McDonnell Douglas F-15E Strike Eagle | États-Unis            | Avion multirôle                                       | F-15QA                         | 33              | 36 commandés en 2017 |
| Eurofighter Typhoon                  | Royaume-Uni Allemagne | Avion multirôle                                       | Typhoon Tranche 3              | 14              | 24 commandés en 2017 |
| Avion de transport                   |                       |                                                       |                                |                 | |
| Boeing C-17 Globemaster III          | États-Unis            | Transport Stratégique                                 | C-17A                          | 8               | |
| Lockheed C-130J Super Hercules       | États-Unis            | Transport Tactique                                    | C-130J-30                      | 4               | |
| Avion ravitailleur                   |                       |                                                       |                                |                 | |
| Airbus A330 MRTT                     | Union européenne      | Ravitailleur                                          |                                | 0               | 2 appareils en commande |
| Avion d'entraînement                 |                       |                                                       |                                |                 | |
| Pilatus PC-21                        | Suisse                | Entraînement avancé                                   |                                | 24              | |
| Piper PA-28 Cherokee                 | États-Unis            | Entraînement et liaison                               | PA-28 Archer                   | 10              | |
| Alpha Jet                            | France                | Entraînement/Attaque au sol                           | Alpha Jet E                    | 6               | 11e escadron d'Appui aérien rapproché |
| Piper PA-34 Seneca                   | États-Unis            | Entraînement et liaison                               | PA-34 Seneca                   | 4               | |
| Hélicoptère                          |                       |                                                       |                                |                 | |
| AgustaWestland AW139                 | Italie                | Transport Tactique                                    |                                | 21              | |
| Westland Commando                    | Royaume-Uni           | Transport/Patrouille maritime                         | Commando 2A, 2C and 3 variants | 12              | |
| Aérospatiale Gazelle                 | France                | Utilitaire/Attaque                                    | SA 342G (12)/L (2)             | 11              | 6e escadron de support |
| Boeing AH-64 Apache                  | États-Unis            | Attaque                                               | AH-64E                         | 0               | 24 commandés en juin 2014. Premiers livrés le 15 mars 2019, le dernier fabriqué en juin 2020.                                                        |
| NHIndustries NH90                    | Union européenne      | Hélicoptère de transport et de lutte anti-sous-marine |                                | 0               | 16 en version TTH (transport tactique) et 12 en configuration navale (NFH) commandés en 2018. Livré entre décembre 2021 et 2025                      |
| Airbus Helicopters H125M             | Union européenne      | Entraînement/Utilitaire                               | H125M                          | 0               | 16 commandés. |
| Transport de la famille royale       |                       |                                                       |                                |                 | |
| Boeing 747SP                         | États-Unis            | Transport VIP                                         |                                | 2               | |
| Airbus A320                          | Union européenne      | VIP                                                   |                                | 1               | escadron Amiri |
| Hawker 800XP                         | Royaume-Uni           | VIP                                                   |                                | 1               | escadron Amiri |
| Dassault Falcon 900                  | France                | VIP                                                   |                                | 2               | escadron Amiri |
| Sikorsky S-92                        | États-Unis            | VIP                                                   |                                | 2               | escadron Amiri |

### Missile
| Missile                    | Origine          | Type Fox        | Nombre          | Note                                                    |                 |
| Missile air-air            | Missile air-air  | Missile air-air | Missile air-air | Missile air-air                                         | Missile air-air |
| -------------------------- | ---------------- | --------------- | --------------- | ------------------------------------------------------- | --------------- |
| AIM-7F Sparrow             | États-Unis       | Fox 1           |                 |                                                         |                 |
| AIM-9L Sidewinder          | États-Unis       | Fox 2           |                 |                                                         |                 |
| AIM-120C7 AMRAAM           | États-Unis       | Fox 3           |                 |                                                         |                 |
| MDBA R550 Magic II         | France           | Fox 2           |                 |                                                         |                 |
| MDBA MICA RF               | France           | Fox 3           |                 |                                                         |                 |
| Meteor                     | Union européenne | BVRAAM          |                 | ,                                                       |                 |
| Missile air-sol            |                  |                 |                 |                                                         |                 |
| AGM-114R Hellfire,         | États-Unis       |                 | 2 500           | Commande groupé avec les 24 AH-64E Apache du 9 mai 2019 |                 |
| AGM-65G Maverick           | États-Unis       |                 |                 |                                                         |                 |
| AGM-114K3A Hellfire,       | États-Unis       |                 |                 |                                                         |                 |
| Euromissile HOT            | France           |                 |                 |                                                         |                 |
| MAM (Smart Micro Munition) | Turquie          |                 |                 | [ 38 ]                                                  |                 |
| Roquette                   |                  |                 |                 |                                                         |                 |
| AGR-20A APKWS              | États-Unis       |                 |                 |                                                         |                 |
| Missile antinavire         |                  |                 |                 |                                                         |                 |
| AGM-84D Harpoon Block IC   | États-Unis       |                 |                 |                                                         |                 |
| AM39 Exocet                | France           |                 |                 |                                                         |                 |

### Autre équipement
- Radar longue portée MMR-3D et TPS-77 (AN/FPS-117)
- BTT-3 Banashee